# 1,1,1-Trichlor-2-methyl-2-propanol
1,1,1-Trichlor-2-methyl-2-propanol (auch Chlorbutanol oder Chlorobutanol genannt) ist eine chemische Verbindung aus der Gruppe der Alkohole.

## Gewinnung und Darstellung
1,1,1-Trichlor-2-methyl-2-propanol kann durch Reaktion von Chloroform mit Aceton in Gegenwart von Kaliumhydroxid gewonnen werden. Die Reaktion ist exotherm und kann heftig sein. Aus diesem Grund muss man bei der Entsorgung von Lösemitteln darauf achten, dass Aceton und Chloroform möglichst getrennt gehalten werden, weil die Reaktion dieser beiden Substanzen explosionsartig ablaufen kann.

## Eigenschaften
1,1,1-Trichlor-2-methyl-2-propanol ist ein brennbarer farbloser Feststoff mit Geruch nach Campher, der schwer löslich in Wasser ist.
1,1,1-Trichlor-2-methyl-2-propanol ist auch im reinen festen Zustand immer etwas ölig-feucht und wachsweich. Bei Rekristallisationen wird es meist aus einer siedenden Mischung aus Ethanol und Wasser kristallisiert. Dabei kommt es oft vor, dass es statt auszukristallisieren ausölt.  Dies geschieht, wenn die heiße Lösung langsam abkühlt. Um das Produkt im festen Zustand zu erhalten, muss die siedende Lösung sofort in einem Eisbad abgekühlt werden.

## Verwendung
1,1,1-Trichlor-2-methyl-2-propanol wird als Schmerzmittel in der Zahnmedizin und als Konservierungsmittel für Injektionen verwendet.